# M51 Skysweeper
Skysweeper ( Cañón, M51, Antiaéreo o Cañón automático, 75 mm T83E6 y E7, mecanismo de retroceso y apisonador del cargador ) fue un arma antiaérea desplegada a principios de la década de los 50 por el Ejército de los EE. UU. Y la Fuerza Aérea de los Estados Unidos . Fue la primera arma de este tipo que combinó un radar de colocación de armas, un ordenador analógico y un cargador automático.

El Skysweeper se introdujo justo cuando los misiles tierra-aire se estaban desplegando en el papel de largo alcance, reemplazando los sistemas de artillería antiaérea anteriores. Estos misiles eran muy grandes y lentos para reaccionar, lo que los dejaba a corto alcance de las armas. Las armas existentes del Ejército eran una colección heterogénea de sistemas de era de la Segunda Guerra Mundial que  apenas eran efectivos en ese momento, y se consideraban en gran parte inútiles contra aviones propulsados a reacción. Los misiles reemplazaron a todas las armas más grandes, mientras que Skysweeper reemplazó a todas las más pequeñas.

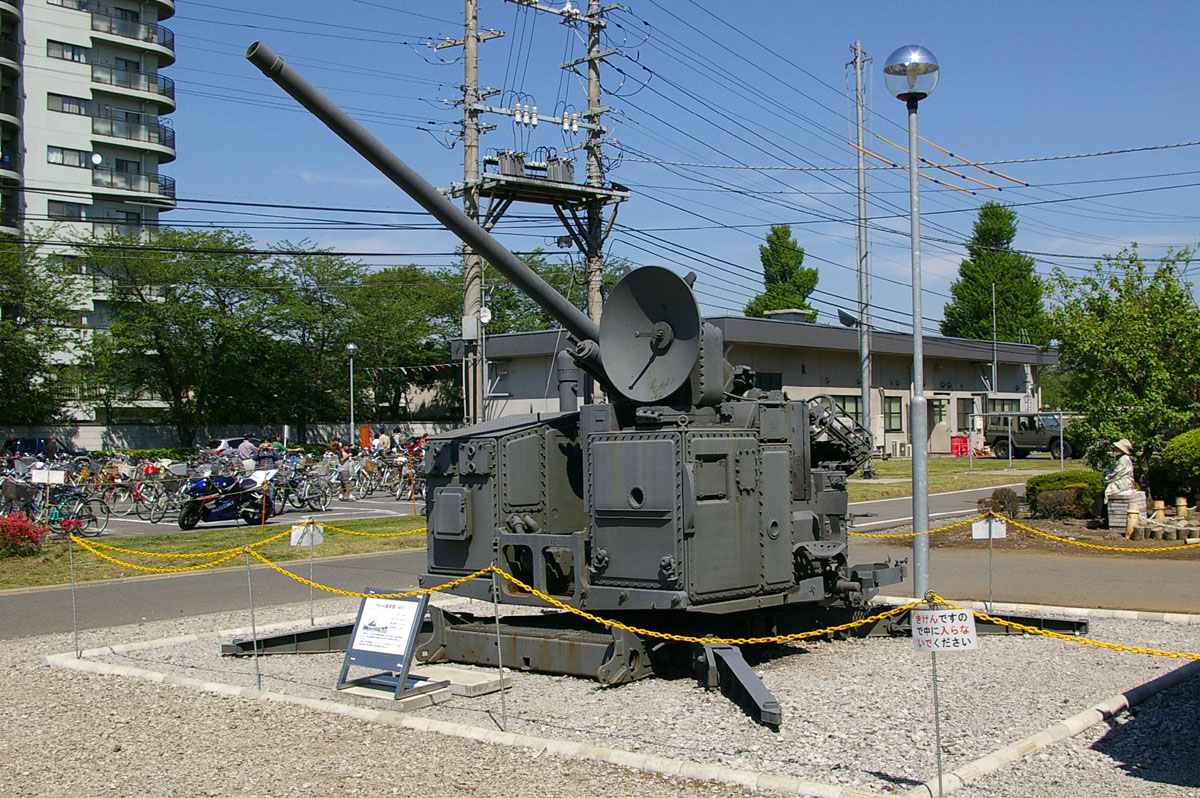
Skysweeper retirado de la Fuerza Terrestre de Autodefensa de Japón Base Shimoshidu, Chiba.

El sistema Skysweeper se utilizó durante un período de tiempo relativamente corto, desde mediados hasta finales de la década de 1950 en los EE. UU. Y hasta la década de 1960 en algunas ubicaciones en el extranjero. En ese momento, los sistemas de misiles más nuevos estaban cerrando la brecha de alcance, y el Ejército estaba ocupado desarrollando nuevas armas como el MIM-46 Mauler para este papel. El último Skysweeper en el extranjero se desactivó en la década de 1970, y nunca fue reemplazado por otros sistemas.

## Desarrollo
Los cañones antiaéreos se dividen naturalmente en varias categorías, cada una para un requisito de altitud y velocidad diferente. Los objetivos a gran altitud requieren cañones de gran calibre para obtener la potencia necesaria en el proyectil para alcanzar esas altitudes, pero al mismo tiempo tienen la ventaja de no tener que moverse muy rápido porque a ese rango el cambio de ángulo del objetivo era pequeño. En altitudes muy bajas, solo había segundos para reaccionar al detectar un avión sobre el terreno , por lo que un arma de mano era la única posibilidad, sin importar cuán inexacta fuera.
Esto dejó una altitud intermedia en la que no se podía usar un arma pequeña porque el alcance de la aeronave era demasiado grande y no se podía usar un arma más grande porque los objetivos se movían demasiado rápido. Durante la Segunda Guerra Mundial, este nicho había sido cubierto por los Bofors de 40 mm y armas similares, pero contra los aviones modernos a reacción, estos eran inútiles porque simplemente no tenían la velocidad y el peso del fuego para ser efectivos contra objetivos que estarían dentro. rango por solo segundos. Esto llevó a la necesidad de crear un nuevo arma para abordar este papel de rango intermedio.

## Despliegue
El despliegue de Skysweeper comenzó a principios de la década los 50. Los Skysweeper también formaban parte del Comando Antiaéreo del Ejército (ARAACOM). Cerca de objetivos que tendrían que ser atacados por aviones de baja altitud. Durante la década de 1950, el Ejército formó el Comando Antiaéreo del Ejército (ARAACOM) para operar baterías de cañones y misiles antiaéreos. La mayoría de las implementaciones de ARAACOM se realizaron en ciudades y utilizaron 90 mm y 120 mm, así como la defensa antimisiles Nike Ajax . En 1957, ARAACOM pasó a llamarse Comando de Defensa Aérea del Ejército de EE. UU. (USARADCOM, ARADCOM en 1961) y ARAACOM comenzó a reemplazar drásticamente los sitios de armas con menos sitios de misiles (ARADCOM terminó en 1975).
A finales de 1957, los batallones de Skysweeper permanecían en Sault Ste. Marie, Michigan, para proteger Soo Locks (un batallón), Savannah River Site (dos), y uno de 90 mm y dos batallones de Skysweeper en la Base Aérea Thule, Groenlandia (todos fueron retirados en 1959). Los Skysweeper se emplazaron en varios lugares hasta principios de la década de 1970.

## Supervivientes
- Dos Skysweepers están en exhibición en el Museo de Artillería de Defensa Aérea Archivado el 28 de enero de 2021 en Wayback Machine. en Fort Sill, Oklahoma, uno en el Parque ADA y otro en las instalaciones del museo temporal.
- Un Skysweeper es parte de la exhibición al aire libre en el Rock Island Arsenal Museum en Illinois
- Un par de Skysweepers en diferentes estados de conservación se exhiben en la exhibición al aire libre del Museo Fort Lewis en Joint Base Lewis-McChord, Washington.
- Un par de Skysweepers están en exhibición afuera de la puerta de Camp Rilea, al sur de Astoria, Oregon.
- Hay un Skysweeper en exhibición fuera del VFW en Elberton, GA.